# واغیناک گورگنیان
واغیناک تئوسی گورگنیان (ارمنی: Վաղինակ Թևոսի Գուրգենյան) یک سیاستمدار اهل ارمنستان بود که از تاریخ ۱۹۳۹ تا تاریخ ۱۹۴۴ سمت وزیر ارتباطات ارمنستان شوروی را برعهده داشت.

## یادداشت
1. ↑  ՀԽՍՀ ավտոմոբիլային տրանսպորտի ժողկոմի նախագահ